# Manoir de Sarceau
Le manoir de Sarceau est un manoir situé à Sarcé, dans le département français de la Sarthe.

## Historique
Le manoir de Sarceau a appartenu à la famille du poète Pierre de Ronsard qui en avait hérité à la succession de ses parents mais n'en a pas conservé la propriété. Les recherches faites par Mme Thérèse Fouquet (née Dubois) à partir de 1983 dans les archives départementales en attestent (on y retrouve trace des archives du domaine qui fut depuis le XIe siècle un fief très étendu). Racheté par Mme Fouquet, lors la liquidation de la succession de son père M. Raymond Dubois, le manoir transformé en corps de ferme depuis plusieurs décennies était quasiment en ruine (acquis par les arrière-grands-parents de Mme Thérèse Dubois en 1833). À partir de 1983 Mme Thérèse Fouquet et ses trois enfants entreprennent ensemble de sauver le bâtiment qui devient alors leur résidence secondaire, leurs congés seront désormais consacrés aux travaux de rénovation. L'édifice est inscrit au titre de l'Inventaire supplémentaire des  Monuments historiques depuis le 13 mars 1989. 
À partir de 1992 Sarceau devient la résidence principale de Mme Fouquet et fut quelques années la résidence du peintre-plasticien François Fouquet Dubois (un des trois enfants de Mme Fouquet) au début des années 2000 après qu'il a passé une décennie aux États-Unis. Après plus de 20 années de travaux par la famille Fouquet, la propriété est acquise par M. Ronan Bourges en 2007, celui-ci continuera les travaux jusqu'à son décès intervenu quelques années plus tard. Le propriétaire actuel poursuit une restauration de grande ampleur.
Structures du bâtiment : le manoir se compose d'un ensemble de bâtiments qui formaient une part du corps de logis de l'ancien château. Une partie de la construction date du XIIe siècle (où se situe la cuisine actuelle notamment, probablement dans ce qui reste de l'ancien donjon), l'autre partie des XVe – XVIe siècles (où se trouvent une vaste salle à manger au rez-de-chaussée et deux grandes pièces au 1er étage desservies par un escalier à vis dans une tour hexagonale alors que deux autres grandes pièces occupent le second étage sous le toit). L'ensemble est entouré d'un jardin créé à partir de la fin des années 1980 en lieu et place des champs précédemment exploités par un agriculteur. 
Un ensemble de caves troglodytes creusées dans une falaise ceinture la cour coté Sud et Sud-Ouest, tandis qu'au sud-est la cour est bordée par un corps de ferme tout en longueur qui inclut un logement, une ancienne écurie et une ancienne étable. 
Le reste de la propriété est constitué d'un peu moins de 7 hectares de terre qui ont été plantées d'arbres lorsque l'agriculteur qui les exploitait a cessé son activité. Plusieurs campagnes de restauration se sont succédé pour sauver ce bâtiment et ses alentours.